# True Love (Cole-Porter-Lied)
True Love (engl.: „Wahre Liebe“) ist ein englischsprachiges balladeskes Liebeslied. Es wurde von Cole Porter geschrieben und im Jahr 1956 veröffentlicht. Der Film Die oberen Zehntausend machte es als Duett von Bing Crosby und Grace Kelly weltberühmt.

## Verwendung im Film

### Rahmenhandlung
Grace Kelly und Bing Crosby spielen in der Filmhandlung ein geschiedenes Paar, das sich kurz vor der erneuten Hochzeit von Kellys Rolle nochmals begegnet. Als Hochzeitsgeschenk schenkt Crosby ihr ein Modellboot namens „True Love“, das eine Nachbildung des Segelboots ist, auf dem die beiden ihre Flitterwochen verbrachten. In einer Rückblende wird das damals frisch vermählte Paar auf dem Boot gezeigt. Sie singen bei anbrechender Nacht das Duett und unterstreichen damit ihre Liebe zueinander.

### Inhalt
Der Liedtext ist sehr kurz und wird oft wiederholt. Nach einer einmalig gesungenen Einleitung, die die Situation des Paars beschreibt, wird immer wieder betont, dass sich die Sänger gegenseitig „Wahre Liebe“ geben und aufeinander achten, weshalb ihr Schutzengel nichts zu tun hat.

## Erfolg
Kellys Anteil an der Aufnahme ist relativ klein: Sie singt lediglich bei der letzten Wiederholung des Refrains die zweite Stimme. Trotzdem ist sie als Interpretin offiziell aufgeführt und konnte dank des Liedes eine Goldene Schallplatte für sich verbuchen. Für Crosby war es bereits die 21. mit diesem Preis ausgezeichnete Single.
True Love wurde 1957 für den Filmpreis Oscar in der Kategorie Bester Song nominiert. Bei der Verleihung gewann jedoch Doris Days Que Sera, Sera aus dem Film Der Mann, der zuviel wußte.

## Versionen
Eine beliebte Aufnahme von Jane Powell kam etwa zeitgleich mit der originalen auf den Markt. Als weitere Interpreten, die mit True Love erfolgreich waren, sind Elvis Presley (1957), Richard Chamberlain (1963), Roy Black, George Harrison (1976), Freddy Quinn (1972), Heino und Hannelore (Deine Liebe, 1982) und Shakin’ Stevens (1988) zu nennen. Elton John nahm das Lied 1993 mit Kiki Dee erneut für ihr gemeinsames Album Duets auf.